# Hyaleucerea lugubris
Hyaleucerea lugubris är en fjärilsart som beskrevs av William Schaus 1901. Hyaleucerea lugubris ingår i släktet Hyaleucerea och familjen björnspinnare. Inga underarter finns listade i Catalogue of Life.